# Radinghem-en-Weppes
Radinghem-en-Weppes ist eine französische Gemeinde im Département Nord in der Region Hauts-de-France. Sie gehört zum Kanton Annœullin im Arrondissement Lille. Die Bewohner nennen sich Radinghémois.

## Geografie
Die Gemeinde Radinghem-en-Weppes liegt an der Grenze zum Département Pas-de-Calais, zwölf Kilometer westlich der Innenstadt von Lille. Sie grenzt im Nordosten an Ennetières-en-Weppes, im Osten an Escobecques, im Süden an Beaucamps-Ligny, im Westen an Le Maisnil und im Nordwesten an Bois-Grenier.

## Bevölkerungsentwicklung
| Jahr                       | 1962 | 1968 | 1975 | 1982 | 1990 | 1999 | 2010 | 2021 |
| Einwohner                  | 507  | 548  | 643  | 756  | 1033 | 1080 | 1343 | 1393 |
| Quellen: Cassini und INSEE |      |      |      |      |      |      |      |      |

## Sehenswürdigkeiten

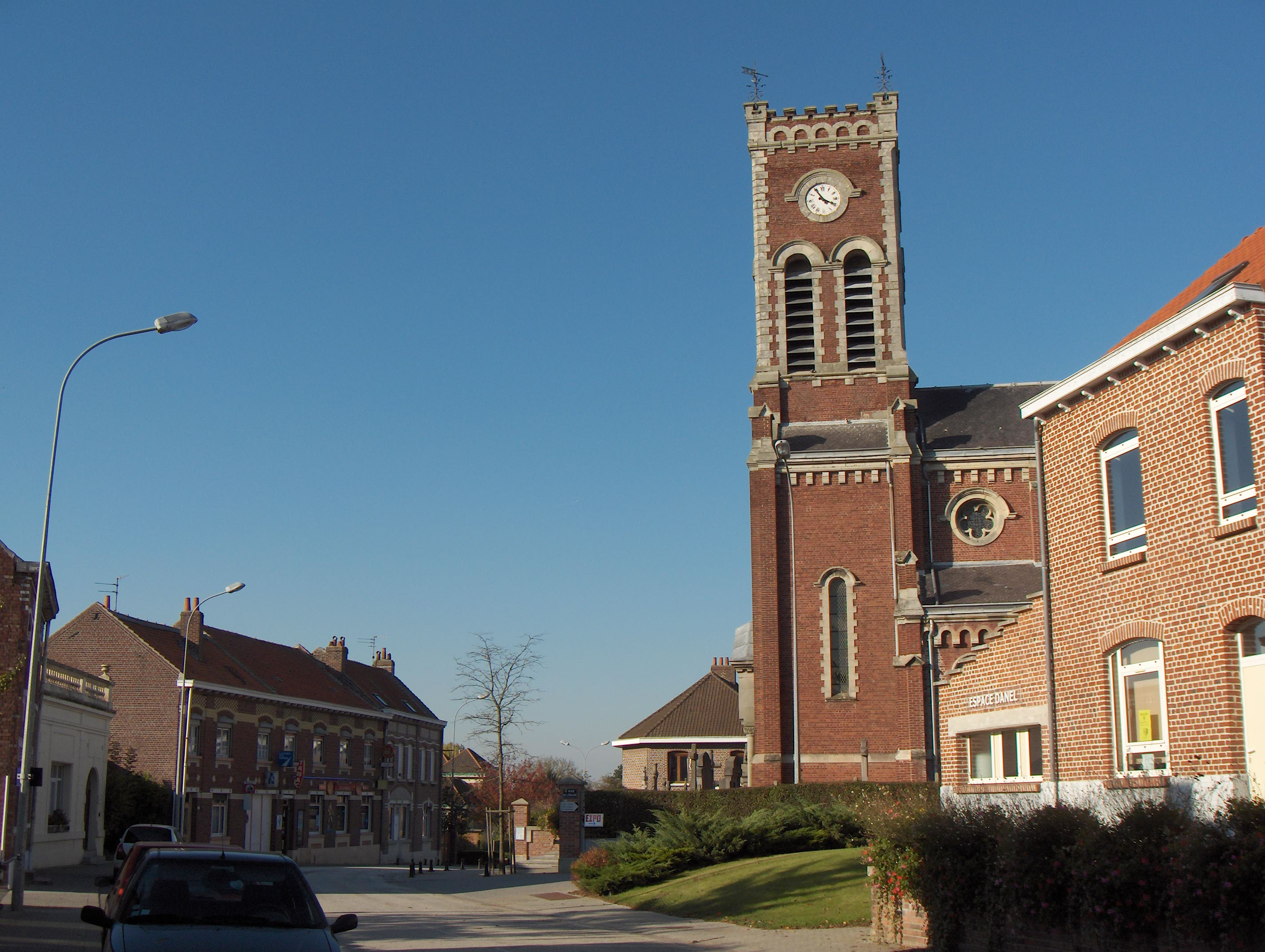
Kirche Saint-Waast
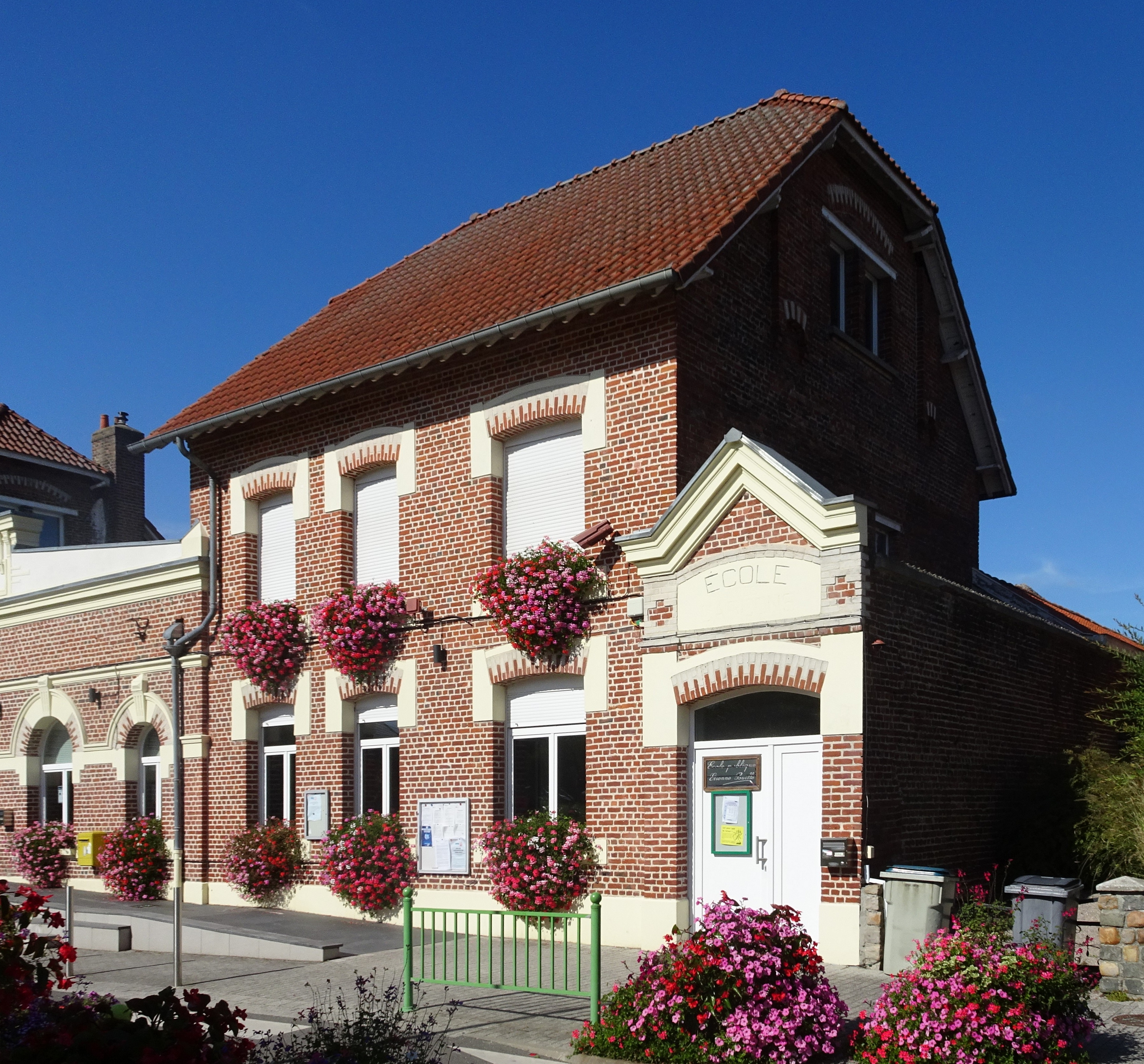
Schule
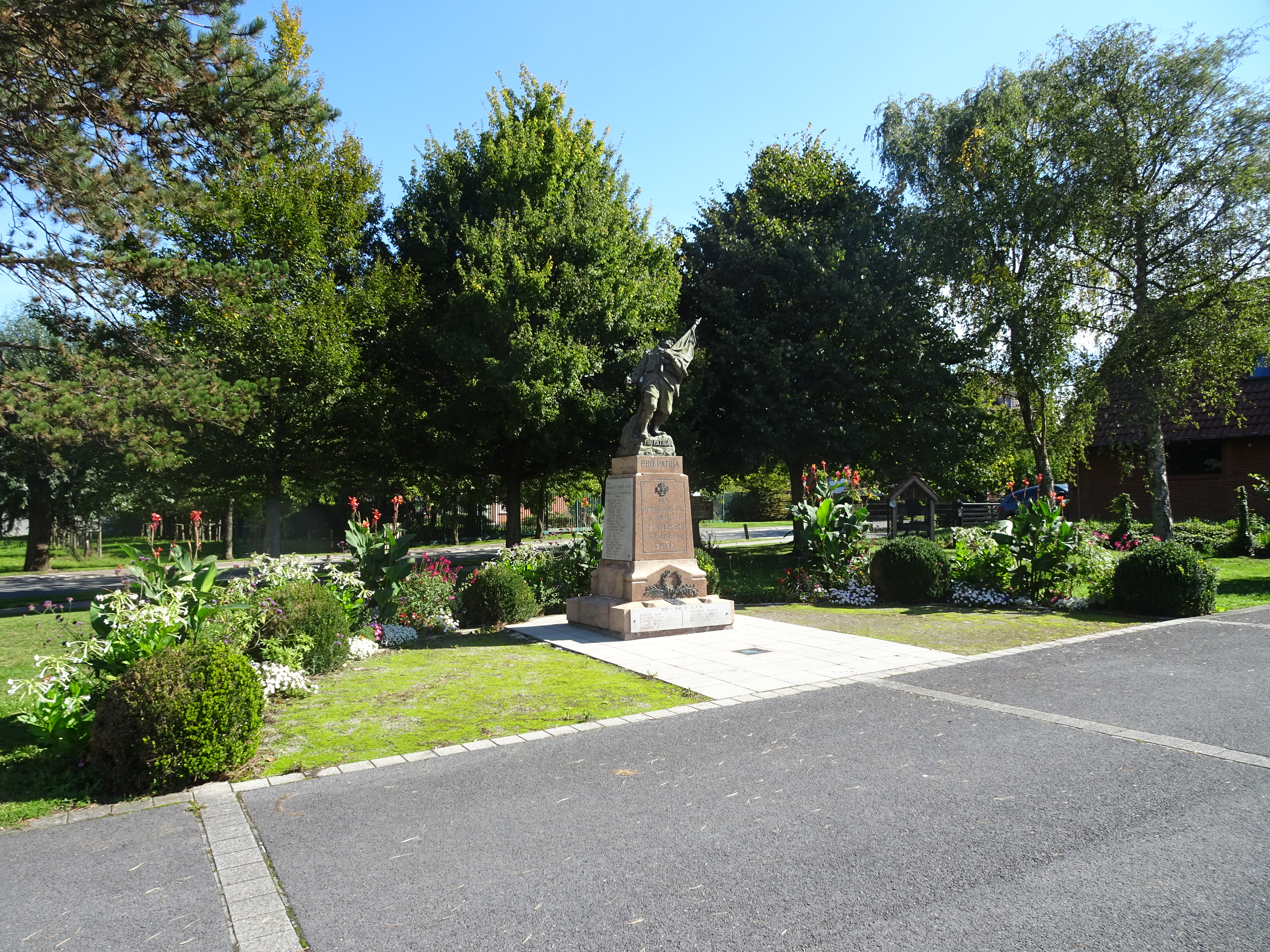
Gefallenendenkmal
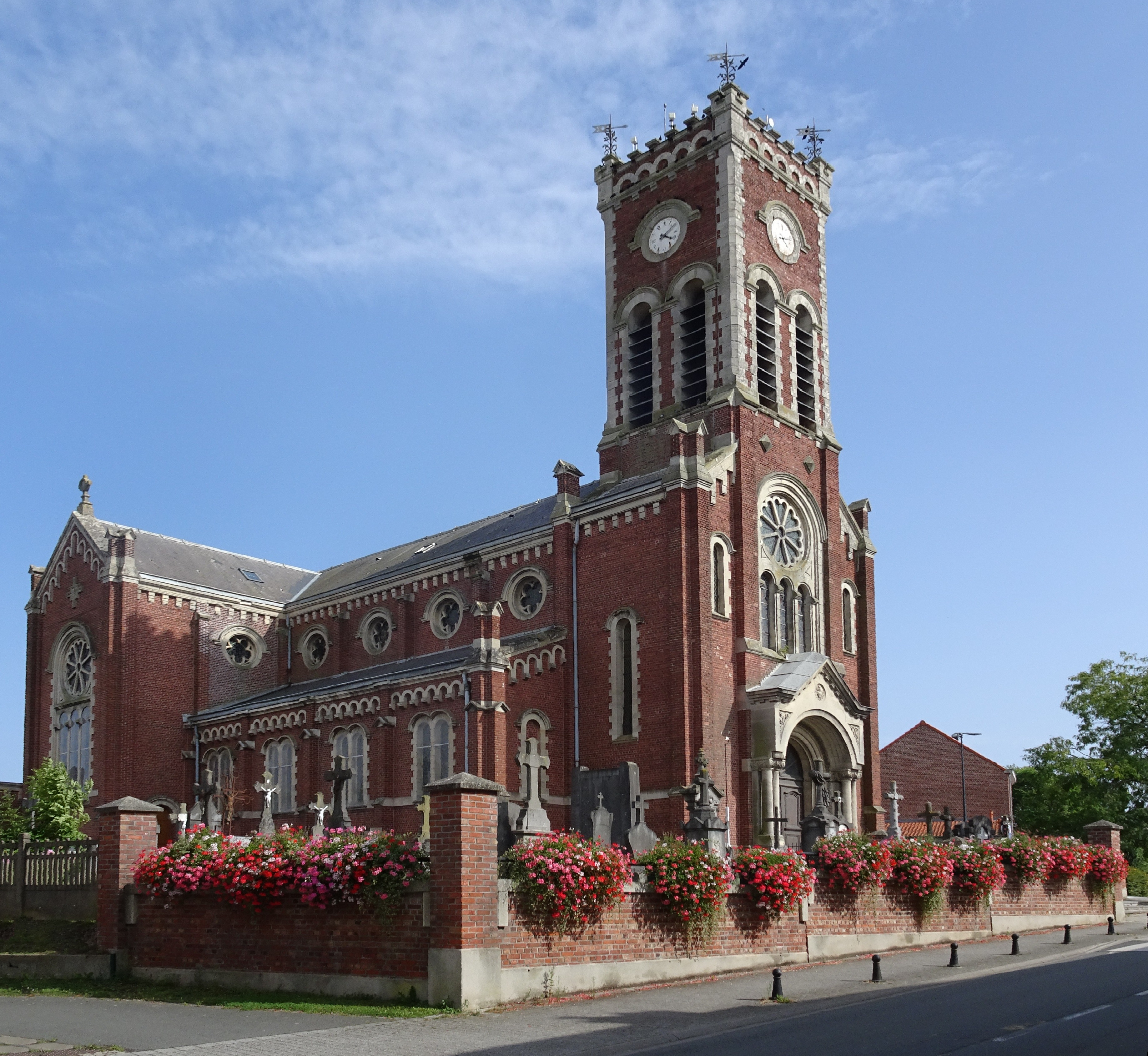
Friedhof

- Kirche Saint-Waast
- Schule
- Gefallenendenkmal
- Friedhof